# Eugen Drewello
Gottfried Eugen Samuel Drewello (* 22. Januar 1825 in Worplack, Kr. Rößel; † 11. März 1876 in Johannisberg bei Lyck) war ein deutscher Verwaltungsjurist und Parlamentarier in  Ostpreußen. 

## Leben
Drewello besuchte das Gymnasium in Rastenburg und studierte an der Albertus-Universität Königsberg Rechtswissenschaft. Wie viele Abiturienten seiner Schule wurde er im Wintersemester 1844/45 mit dem Grafen Lehndorff im Corps Masovia aktiv. Am 4. Juni 1867 wurde er kommissarisch, 1869 endgültig Landrat im Kreis Lyck. Von 1870 bis 1873 saß Drewello für den Wahlkreis Gumbinnen 6 (Oletzko, Lyck, Johannisburg) im Preußischen Abgeordnetenhaus. In den ersten beiden Sessionen gehörte er der Fraktion der Konservativen Partei an, in der dritten Session der Neukonservativen Fraktion. Am 11. Juni 1875 wurde er auf Antrag (wohl wegen Krankheit) entlassen. 1876 starb er mit 51 Jahren.